# Tia Mare
Tia Mare est une commune roumaine située dans le județ d'Olt.

## Personnalités liées à Tia Mare
- Dumitru Găleșanu (n. 1955), juriste, écrivain et poète postmoderne, essayiste et illustrateur de livres.